# ورینگتون، استافوردشر
ورینگتون (به انگلیسی: Werrington) یک روستا و محله مدنی در بریتانیا است که در استافوردشر مورلندز واقع شده‌است. ورینگتون ۵٬۶۸۹ نفر جمعیت دارد.